# راسك
راسك (بالفارسية: راسک) هي مركز مدينة راسك في محافظة سيستان وبلوشستان في إيران. لغة أهل هذه المدينة هي البلوشية. شعب راسك البلوش هم مكراني وسني. تقع هذه المدينة على بعد 180 كم من تشابهار. وتعد هذه المنطقة موطنًا لحيوانات نادرة مثل التمساح قصير الأنف والدب البلوشي أو الميم باللغة المحلية. يقدر عدد سكانها بـ 5,931 نسمة .